# Навалафуенте
Навалафуенте (ісп. Navalafuente) — муніципалітет в Іспанії, у складі автономної спільноти Мадрид. Населення — 1169 осіб (2010).
Муніципалітет розташований на відстані близько 45 км на північ від Мадрида.
На території муніципалітету розташовані такі населені пункти: (дані про населення за 2010 рік)
- Навалафуенте: 1073 особи
- Лас-Арретурас: 12 осіб
- Ель-Корралільйо: 1 особа
- Лос-Льянос: 29 осіб
- Піссіс: 0 осіб
- Сококар: 11 осіб
- Лас-Віньяс: 43 особи

## Демографія
Динаміка населення (INE ):

## Галерея зображень

Розташування муніципалітету у автономній спільноті Мадрид